# 강수빈
강수빈(1990년 12월 5일 ~ )은 대한민국의 가수이다.

## 학력
- 중앙대학교 음악극과 학사

## 음반
- 2013년 아리고 쓰리고
- 2014년 하이 (Hi)
- 2014년 트로트 스쿨 Part 1
- 2016년 정규 1집 첫번째 이야기 며느리
- 2018년 정규 2집 세월은 세월대로
- 2018년 씨름왕 만만세
- 2020년 마시던 커피로 주세요

## 수상
- 2010년 전국노래자랑 동대문구편 최우수상
- 2010년 대한민국 향토가요제 대상

## 방송
- 2010년 KBS 《전국노래자랑》
- 2019년 TV조선 《내일은 미스트롯》
- 2019년 KNN 《골든마이크》